# Aba I
Aba I (n. secolul al VI-lea d.Hr. – d. 552 d.Hr., Veh-Ardashir⁠(d), Asuristan⁠(d), Imperiul Sasanid) a fost un patriarh nestorian între anii 540-552.

## Viața
S-a născut într-o familie necreștină care împărtășea credința zoroastriană sau mazdeană. S-a convertit la creștinism și a fost botezat la Hira, după care a urmat școala la Nisibe și apoi la Edessa, pentru a aprofunda limba greacă. În scopul cunoașterii tradițiilor creștine, călătorește în Palestina, Egipt, Grecia și la Constantinopol. Este probabil că l-a cunoscut pe Cosma Indicopleustul la Alexandria. S-a întors apoi la Nisibe, începând o bogată carieră de profesor. În anul 540 este ales catolicos (patriarh), succedându-l pe catolicosul Pavel în scaunul patriarhal din Seleucia. Aici a deschis o școală la care a fost și profesor. A atacat în public zoroastrismul, motiv pentru care a fost exilat. Reîntors din exil este arestat, murind în închisoare în anul 552. Informațiile referitoare la moartea sa sunt contradictorii. Este sigur faptul că a suferit pentru credința sa, din această cauză fiind considerat sfânt de către Biserica nestoriană.

## Opera
Îi este atribuită o versiune integrală în siriacă a Vechiului și Noului Testament, traducere efectuată din limba greacă. De asemenea, este considerat autorul unor comentarii la Facere, psalmi, Proverbe, precum și al unui tratat asupra impedimentelor la căsătorie, imnuri și omilii. A tradus în siriacă liturghia lui Nestorie.